# Nin
Nin este un oraș în cantonul Zadar, Croația, având o populație de 2.744 de locuitori (2011).

## Demografie
Componența etnică a orașului Nin
     Croați (95,7%)
     Sârbi (1,93%)
     Necunoscut (0,15%)
     Neclasificat (1,9%)
Componența confesională a orașului Nin
     Catolici (94,42%)
     Ortodocși (2,04%)
     Musulmani (2%)
     Fără religie și atei (1,02%)
     Necunoscută (0,44%)
     Agnostici și sceptici (0,07%)
Conform recensământului din 2011, orașul Nin avea 2.744 de locuitori. Din punct de vedere etnic, majoritatea locuitorilor (95,7%) erau croați, cu o minoritate de sârbi (1,93%). Apartenența etnică nu este cunoscută în cazul a 0,15% din locuitori. Din punct de vedere confesional, majoritatea locuitorilor (94,42%) erau catolici, existând și minorități de ortodocși (2,04%), musulmani (2,0%) și persoane fără religie și atei (1,02%). Pentru 0,44% din locuitori nu este cunoscută apartenența confesională.